# 大花金挖耳
大花金挖耳（学名：Carpesium macrocephalum）为菊科天名精属的植物。分布于俄罗斯以及中国大陆的甘肃、华北、四川、东北、陕西等地，生长于海拔400米至1,500米的地区，多生于山坡灌丛以及混交林边，目前尚未由人工引种栽培。

## 别名
香油罐、千日草、神灵草、仙草